# Lunachicks
Lunachicks — женская панк-рок-группа. Сформировалась в 1987 году в городе Нью-Йорк. Они играли смесь панка, метала, попа и рока, пока не распались в 2000 году.

## Дискография

### Альбомы
- Babysitters on Acid (1990) (Blast First)
- Binge & Purge (1992) (Safe House)
- Jerk of All Trades (1995) (Go Kart Records)
- Pretty Ugly (1997) (Go Kart Records)
- Drop Dead Live (1998) (Go Kart Records)
- Luxury Problem (1999) (Go Kart Records)

### Синглы, EP’s
- Lunachicks Double 7" (1989)
- «Cookie Monster» / «Complication» 7" (1990)
- «C.I.L.L.» / «Plugg» 7" (1992)
- Apathetic EP (1992)
- «F.D.S.» / «Light as a Feather» 7" (1993)
- Sushi A La Mode EP (1993, Japan Only)
- «Edgar» CD Single (1995, Promo)
- «Don’t Want You» CD Single (1997, Promo)